# Šišma
Šišma (en allemand : Schischma) est une commune du district de Přerov, dans la région d'Olomouc, en République tchèque. Sa population s'élevait à 218 habitants en 2020.

## Géographie
Šišma se trouve à 7 km au sud du centre de Lipník nad Bečvou, à 10 km à l'est de Přerov, à 28 km au sud-est d'Olomouc et à 238 km à l'est-sud-est de Prague.
La commune est limitée par Hlinsko au nord, par Kladníky et Bezuchov à l'est, par Dřevohostice et Hradčany au sud, et par Pavlovice u Přerova à l'ouest.

## Histoire
La première mention écrite de la localité date de 1348.

## Transports
Par la route, Šišma se trouve à 12,5 km de Lipník nad Bečvou, à 12,5 km de Přerov, à 35 km d'Olomouc, à 35,5 km de Zlín et à 301 km de Prague.